# Kråkeberg
Kråkeberg är en bebyggelse i Torpa socken i Varbergs kommun. Området avgränsades före 2015 till en småort och är sedan 2015 en del av tätorten Tångaberg.
I Kattegatt, rakt utanför Kråkeberg, ligger Balgö som är Hallands största ö.